# Suho Polje (Doboj)
Pour les articles homonymes, voir Suho Polje.
Suho Polje (en serbe cyrillique : Сухо Поље) est un village de Bosnie-Herzégovine. Il est situé sur le territoire de la ville de Doboj et dans la république serbe de Bosnie. Selon les premiers résultats du recensement bosnien de 2013, il compte 707 habitants.

## Géographie
Le village est situé sur la rive gauche de la Spreča, un affluent droit de la Bosna.

## Démographie

### Évolution historique de la population dans la localité
| 1948 | 1953 | 1961 | 1971 | 1981 | 1991 | 2013 |
| ---- | ---- | ---- | ---- | ---- | ---- | ---- |
| -    | -    | 787  | 877  | 947  | 924  | 707  |

|  |